# Ozarba sciaphora
Ozarba sciaphora är en fjärilsart som beskrevs av George Francis Hampson 1910. Ozarba sciaphora ingår i släktet Ozarba och familjen nattflyn. Inga underarter finns listade i Catalogue of Life.